# Arcangelo Corelli
Arcangelo Corelli (Fusignano, 1653. február 17. – Róma, 1713. január 8.) itáliai barokk zeneszerző, hegedűművész, zeneszerzői munkásságának a középpontjában is a hegedű állt, ezen a téren munkássága korszakos jelentőségű, ő a concerto grosso műfajának a megteremtője.

## Élete
Jelentős zeneszerző, életéről mégis keveset tudunk, hozzáférhető megbízható korabeli bizonyíték kevés lévén. Ötgyermekes földbirtokos családba született Fusignanóban, Ravenna közelében. Apja, id. Arcangelo Corelli fia születése előtt öt héttel elhunyt, anyja Santa Ruffini vagy Raffini volt. Gyermekkorában kezdett el zenét tanulni, valószínűleg egy faenzai paptól. Tizenhárom évesen Bolognába utazott, ahol Giovanni Benvenuti tanította hegedűre. Négyévi tanulás után felvették a város Accademia Filarmonica zenekarába. Növekvő hírneve révén több városban is megfordult, így lett fokozatosan Itália vezető hegedűse.
1670-ben elhagyta Bolognát, s Rómában zeneszerzést tanult Simonellitől, később a Teatro Capranica zenekarában játszott. Krisztina svéd királynő, akinek a városban háza volt, a szolgálatába fogadta. Corelli már komponált, és neki ajánlotta op. 1-es triószonátáját két hegedűre, csellóra és csembalóra.
1679–80-ban Münchenben, Heidelbergben és Hannoverben tartózkodott.
Visszatérve Rómába a San Luigi-templom zenekarát vezette, majd a Santa Cecilia virtuózainak tagja lett. Ettől kezdve Benedetto Pamphili bíboros lett fő támogatója, aki zenemesterként alkalmazta, így Corelli be is költözött a palotájába, neki ajánlotta op. 2-es kamarazenei műveit. 1690 körül Modenában járt, majd visszatérve Pietro Ottoboni bíboros szolgálatába állt. Pietro Ottoboni másodunokaöccse volt annak a hasonnevű bíborosnak, aki 1689-ben VIII. Sándor néven lett pápa. Corelli koncerteket és operákat vezényelt, komponált, új kamaratrió-sorozatát neki ajánlotta. 1700-ban a római Accademia Nazionale di Santa Cecilia zenekarának élére kerül, majd az Árkádiai Akadémia, a zenenépszerűsítő szervezet tagjává választották.
1707-ben találkozott Händellel, és vezényelte is műveit. 1708-ban Nápolyban szerepelt saját művei szólistájaként. A zenekart Alessandro Scarlatti vezényelte. A zene és az előadás is kiváló volt, de a nápolyi alkirály elhagyta a termet, mert a lassú tételeket unalmasnak találta.
Corelli élete utolsó éveiben visszavonult a nyilvánosságtól, búskomorságba esett. 1712-ben saját házába költözött a bíborosi palotából, majd egy év múlva meghalt. Nagy tiszteletnek örvendett, ezért a római Pantheonban temették el, Raffaello mellé. Ottoboni bíboros díszes síremléket állíttatott neki.

## Jelentősége
Corelli hegedűs volt – a hangszer pedagógiáját igen magas fokra fejlesztette –, ezért zeneszerzői munkásságának a középpontjában is a hegedű áll, etéren munkássága korszakos jelentőségű. Munkáit Händel és Bach is ismerte. Georg Muffat szerint Corelli volt a concerto grosso műfajának a megteremtője. A zenedarabokban többnyire két hegedűt és egy csembalót állított szembe a zenekar többi részével. Ezen a téren Torelli mintaképe, Händel pedig maga is írt concerto grossókat Corelli stílusában. A kamarazene terén a sonata da chiesa és a sonata da camera műfajait művelte, főleg triószonáták formájában. Több híressé vált tanítványa is volt, például Francesco Geminiani, Pietro Locatelli és Somis.

## Művei
- 48 Sonata a tre – Triószonáták 12-es sorozatokban, Op. 1–4
- Sonate a Violino e Violine o Cimbalo, Op. 5, 1700
- 12 Concerti grossi, Op. 6, 1714

## Hallgassuk meg!
Karácsonyi concerto, Concerto grosso Op.6, No.8, 1–2. tétel

Karácsonyi concerto, Concerto grosso Op.6, No.8, 4–6. tétel

Triószonáta